# Odostemon swaseyi
Odostemon swaseyi là một loài thực vật có hoa trong họ Hoàng mộc. Loài này được (Buckley ex M.J. Young) A. Heller mô tả khoa học đầu tiên năm 1911.